# هیات مشروبات الکلی و ماریجوانا ایالت واشینگتن
هیئت مشروبات الکلی و ماریجوانا ایالت واشینگتن (انگلیسی: Washington State Liquor and Cannabis Board) مسئولیت صدور مجوز برای ساخت و فروش مشبروبات تقطیری و کلیه مواد فرآورده شده و خام ماریجوانا در ایالت واشینگتن می‌باشد.